# Élections législatives de 2022 dans la Haute-Saône
Les élections législatives françaises de 2022 se déroulent les 12 et 19 juin 2022. Dans la Haute-Saône, deux députés sont à élire dans le cadre de deux circonscriptions.

## Contexte
Les élections législatives de 2022 auront lieu à la suite des élections présidentielles. Comme dans le reste de la France, cette élection est marquée par l'effondrement des partis traditionnels, tels le PS et Les Républicains; et la confirmation de la percée de La République en Marche et du Rassemblent National.
Pour cette élection présidentielle, les électeurs haut-saônois ont placé la candidate du RN Marine Le Pen en tête, au premier et au second tour. Le vainqueur de cette élection, Emmanuel Macron, arrive plus de 13 points derrière la candidate populiste. Au premier tour, le canton de Vesoul-2 est le seul à placer Emmanuel Macron en tête. Au deuxième tour, la candidate du RN devance le président sortant dans tous les cantons, sauf dans les deux cantons vésuliens. (Vesoul-1 et Vesoul-2).
Les villes de Vesoul et Luxeuil-les-Bains ont préféré le président sortant au second tour, quand les électeurs de Lure, Gray et Héricourt ont opté pour la candidate RN. Au premier tour, seule la ville de Vesoul avait placé Emmanuel Macron devant parmi les 5 principales villes haut-saônoises.

### Résultats de l'élection présidentielle de 2022 par circonscription
| Circonscription | 1er tour | 1er tour | 1er tour  |         | 2d tour | 2d tour |
| Circonscription | Macron   | Le Pen   | Mélenchon | Macron  | Le Pen  |         |
| --------------- | -------- | -------- | --------- | ------- | ------- | ------- |
| Circonscription |          |          |           |         |         |         |
| 1re             | 23,75 %  | 33,49 %  | 15,32 %   | 45,02 % | 54,98 % |         |
| 2e              | 21,09 %  | 35,71 %  | 15,98 %   | 41,19 % | 58,81 % |         |

## Système électoral
Les élections législatives ont lieu au scrutin uninominal majoritaire à deux tours dans des circonscriptions uninominales.
Est élu au premier tour le candidat qui réunit la majorité absolue des suffrages exprimés et un nombre de voix au moins égal au quart (25 %) des électeurs inscrits dans la circonscription. Si aucun des candidats ne satisfait ces conditions, un second tour est organisé entre les candidats ayant réuni un nombre de voix au moins égal à un huitième des inscrits (12,5 %) ; les deux candidats arrivés en tête du premier tour se maintiennent néanmoins par défaut si un seul ou aucun d'entre eux n'a atteint ce seuil. Au second tour, le candidat arrivé en tête est déclaré élu.
Le seuil de qualification basé sur un pourcentage du total des inscrits et non des suffrages exprimés rend plus difficile l'accès au second tour lorsque l'abstention est élevée. Le système permet en revanche l'accès au second tour de plus de deux candidats si plusieurs d'entre eux franchissent le seuil de 12,5 % des inscrits. Les candidats en lice au second tour peuvent ainsi être trois, un cas de figure appelé « triangulaire ». Les second tours où s'affrontent quatre candidats, appelés « quadrangulaire » sont également possibles, mais beaucoup plus rares.

### Partis et nuances
Les résultats des élections sont publiés en France par le ministère de l'Intérieur, qui classe les partis en leur attribuant des nuances politiques. Ces dernières sont décidées par les préfets, qui les attribuent indifféremment de l'étiquette politique déclarée par les candidats, qui peut être celle d'un parti ou une candidature sans étiquette.
En 2022, seules les coalitions Ensemble (ENS) et Nouvelle Union populaire écologique et sociale (NUP), ainsi que le Parti radical de gauche (RDG), l'Union des démocrates et indépendants (UDI), Les Républicains (LR), le Rassemblement national (RN) et Reconquête (REC) se voient attribuer  une nuance propre,,.
Tous les autres partis se voient attribuer l'une ou l'autre des nuances suivantes : DXG (divers extrême gauche), DVG (divers gauche), ECO (écologiste), REG (régionaliste), DVC (divers centre), DVD (divers droite), DSV (droite souverainiste) et DXD (divers extrême droite). Des partis comme Debout la France ou Lutte ouvrière ne disposent ainsi pas de nuance propre, et leurs résultats nationaux ne sont pas publiés séparément par le ministère, car mélangés avec d'autres partis (respectivement dans les nuances DSV et DXG),.

## Campagne
Le premier candidat sur la ligne de départ est le candidat Les Républicains, Dimitri Doussot. Il est investi par son parti dès le mois de février.
La députée sortante La République en marche, Barbara Bessot-Ballot annonce quant à elle sa candidature au lendemain du second tour de l'élection présidentielle.

## Résultats

### Élus
| Circonscription | Député sortant        | Parti | Parti | Député élu ou réélu | Parti | Parti |
| --------------- | --------------------- | ----- | ----- | ------------------- | ----- | ----- |
| 1re             | Barbara Bessot Ballot |       | LREM  | Antoine Villedieu   |       | RN    |
| 2e              | Christophe Lejeune    |       | LREM  | Émeric Salmon       |       | RN    |

### Résultats à l'échelle du département

#### Résultats par coalition
| Parti ou coalition                                           | Parti ou coalition                                           | Parti ou coalition                | Premier tour | Premier tour | Premier tour | Second tour   | Second tour   | Second tour | Total Sièges | +/-           |
| Parti ou coalition                                           | Parti ou coalition                                           | Parti ou coalition                | Voix         | %            | Sièges       | Voix          | %             | Sièges      | Total Sièges | +/-           |
| ------------------------------------------------------------ | ------------------------------------------------------------ | --------------------------------- | ------------ | ------------ | ------------ | ------------- | ------------- | ----------- | ------------ | ------------- |
|                                                              | Rassemblement national (RN)                                  | Rassemblement national (RN)       | 28 015       | 31,32        | 0            | 44 742        | 54,44         | 2           | 2            | 2             |
|                                                              |                                                              | La République en marche (LREM)    | 21 508       | 24,04        | 0            | 37 443        | 45,56         | 0           | 0            | 2             |
| Total Ensemble (ENS)                                         | Total Ensemble (ENS)                                         | 21 508                            | 24,04        | 0            | 37 443       | 45,56         | 0             | 0           | 2            |               |
|                                                              |                                                              | La France insoumise (LFI)         | 17 719       | 19,81        | 0            |               |               |             | 0            | en stagnation |
| Total Nouvelle Union populaire écologique et sociale (NUPES) | Total Nouvelle Union populaire écologique et sociale (NUPES) | 17 719                            | 19,81        | 0            | 0            | en stagnation |               |             |              |               |
|                                                              |                                                              | Les Républicains (LR)             | 8 946        | 10,00        | 0            | 0             | en stagnation |             |              |               |
|                                                              | Union des démocrates et indépendants (UDI)                   | 4 338                             | 4,85         | 0            | 0            | Nv            |               |             |              |               |
| Total Union de la droite et du centre (UDC)                  | Total Union de la droite et du centre (UDC)                  | 13 284                            | 14,85        | 0            | 0            | en stagnation |               |             |              |               |
|                                                              | Reconquête (REC)                                             | Reconquête (REC)                  | 3 851        | 4,30         | 0            | 0             | Nv            |             |              |               |
|                                                              | Lutte ouvrière (LO)                                          | Lutte ouvrière (LO)               | 1 752        | 1,96         | 0            | 0             | en stagnation |             |              |               |
|                                                              | Parti animaliste (PA)                                        | Parti animaliste (PA)             | 1 325        | 1,48         | 0            | 0             | Nv            |             |              |               |
|                                                              | Le Mouvement de la ruralité (LMR)                            | Le Mouvement de la ruralité (LMR) | 1 110        | 1,24         | 0            | 0             | Nv            |             |              |               |
|                                                              |                                                              | Debout la France (DLF)            | 897          | 1,00         | 0            | 0             | en stagnation |             |              |               |
| Total Union pour la France (UPF)                             | Total Union pour la France (UPF)                             | 897                               | 1,00         | 0            | 0            | en stagnation |               |             |              |               |
|                                                              |                                                              |                                   |              |              |              |               |               |             |              |               |
| Suffrages exprimés                                           | Suffrages exprimés                                           | Suffrages exprimés                | 89 461       | 96,96        |              | 82 185        | 90,46         |             |              |               |
| Votes blancs                                                 | Votes blancs                                                 | Votes blancs                      | 1 690        | 1,83         | 5 596        | 6,16          |               |             |              |               |
| Votes nuls                                                   | Votes nuls                                                   | Votes nuls                        | 1 113        | 1,21         | 3 071        | 3,38          |               |             |              |               |
| Total                                                        | Total                                                        | Total                             | 92 264       | 100          | 0            | 90 852        | 100           | 2           | 2            | en stagnation |
| Abstentions                                                  | Abstentions                                                  | Abstentions                       | 85 883       | 48,21        |              | 87 269        | 48,99         |             |              |               |
| Inscrits/Participation                                       | Inscrits/Participation                                       | Inscrits/Participation            | 178 147      | 51,79        | 178 121      | 51,01         |               |             |              |               |

#### Résultats par nuance
| Nuance                 | Nuance                                         | Nuance                 | Premier tour | Premier tour | Premier tour | Second tour | Second tour   | Second tour | Total Sièges | +/-           |
| Nuance                 | Nuance                                         | Nuance                 | Voix         | %            | Sièges       | Voix        | %             | Sièges      | Total Sièges | +/-           |
| ---------------------- | ---------------------------------------------- | ---------------------- | ------------ | ------------ | ------------ | ----------- | ------------- | ----------- | ------------ | ------------- |
|                        | Rassemblement national                         | RN                     | 28 015       | 31,32        | 0            | 44 742      | 54,44         | 2           | 2            | 2             |
|                        | Ensemble !                                     | ENS                    | 21 508       | 24,04        | 0            | 37 443      | 45,56         | 0           | 0            | 2             |
|                        | Nouvelle Union populaire écologique et sociale | NUP                    | 17 719       | 19,81        | 0            |             |               |             | 0            | en stagnation |
|                        | Les Républicains (LR)                          | LR                     | 8 946        | 10,00        | 0            | 0           | en stagnation |             |              |               |
|                        | Union des démocrates et indépendants           | UDI                    | 4 338        | 4,85         | 0            | 0           | Nv            |             |              |               |
|                        | Reconquête                                     | REC                    | 3 851        | 4,30         | 0            | 0           | Nv            |             |              |               |
|                        | Divers extrême gauche                          | DXG                    | 1 752        | 1,96         | 0            | 0           | en stagnation |             |              |               |
|                        | Ecologistes                                    | ECO                    | 1 325        | 1,48         | 0            | 0           | en stagnation |             |              |               |
|                        | Divers droite                                  | DVD                    | 1 110        | 1,24         | 0            | 0           | en stagnation |             |              |               |
|                        | Droite souverainiste                           | DSV                    | 897          | 1,00         | 0            | 0           | en stagnation |             |              |               |
|                        |                                                |                        |              |              |              |             |               |             |              |               |
| Suffrages exprimés     | Suffrages exprimés                             | Suffrages exprimés     | 89 461       | 96,96        |              | 82 185      | 90,46         |             |              |               |
| Votes blancs           | Votes blancs                                   | Votes blancs           | 1 690        | 1,83         | 5 596        | 6,16        |               |             |              |               |
| Votes nuls             | Votes nuls                                     | Votes nuls             | 1 113        | 1,21         | 3 071        | 3,38        |               |             |              |               |
| Total                  | Total                                          | Total                  | 92 264       | 100          | 0            | 90 852      | 100           | 2           | 2            | en stagnation |
| Abstentions            | Abstentions                                    | Abstentions            | 85 883       | 48,21        |              | 87 269      | 48,99         |             |              |               |
| Inscrits/Participation | Inscrits/Participation                         | Inscrits/Participation | 178 147      | 51,79        | 178 121      | 51,01       |               |             |              |               |

### Cartes

Nuance politique des candidats arrivés en tête dans chaque commune au 1er tour.
Nuance politique des candidats arrivés en tête dans chaque commune au 2e tour.

#### Analyse
La Haute-Saône parle à nouveau d'une seule voix à l'occasion de ces élections législatives avec deux résultats sensiblement similaires pour les deux sièges du département, les candidats RN devançant assez franchement aux deux tours les sortants marcheurs.
Dans le secteur de l'ouest, c'est un match à quatre au premier tour. Ancien soutien d'Alain Chrétien à la mairie de Vesoul puis candidat RN aux départementales à Lure, Antoine Villedieu représente à nouveau l'extrême droite. Il arrive en tête du premier tour, sept points devant la sortante marcheuse. Non loin derrière elle, on remarque les 20 % de Dimitri Doussot, maire LR de Vauconcourt-Nervezain, conseiller départemental et président de la communauté de communes des Quatre rivières. Si le candidat UDC arrive en tête dans 36 des 41 communes composant cette dernière, cela se révèle donc insuffisant pour accéder au deuxième tour. Enfin, Sandra Girardot, aide soignante et militante insoumise, obtient un score similaire au candidat de la droite. Elle arrive notamment en deuxième position à Vesoul, avec 23 % des voix dans la préfecture. L'avance du RN du premier tour se creuse au second et Antoine Villedieu est élu.
Concernant l'est, un scénario similaire se dessine avec l'UDC toutefois moins compétitive. Est en tête du premier tour avec plus de 30 % des voix, Émeric Salmon, ancien conseiller régional breton et tête de liste RN aux élections municipales de Rennes en 2020. Il devance, lui aussi de sept points, le sortant marcheur. En troisième position, Patrice Guérain, ancien syndicaliste et candidat insoumis qui dépasse 20 % des voix. Largement distancée avec moins de 10 % des voix, Corinne Coudereau de l'UDI, collaboratrice parlementaire de Michel Zumkeller, député UDI terrifortain, arrive en quatrième position. Et c'est avec un score similaire à Antoine Villedieu, qu'Émeric Salmon est envoyé à l'Assemblée.
Ces résultats confirment le score départemental très confortable obtenu en avril précédent par Marine Le Pen.

### Résultats par circonscription

#### Première circonscription
Députée sortante : Barbara Bessot Ballot (La République en marche).
| Candidat                 | Candidat                 | Parti et coalition       | Nuance                   | Premier tour | Premier tour | Second tour | Second tour |
| Candidat                 | Candidat                 | Parti et coalition       | Nuance                   | Voix         | %            | Voix        | %           |
| ------------------------ | ------------------------ | ------------------------ | ------------------------ | ------------ | ------------ | ----------- | ----------- |
|                          | Antoine Villedieu        | RN                       | RN                       | 13 441       | 29,69        | 22 498      | 54,50       |
|                          | Barbara Bessot Ballot    | LREM (ENS)               | ENS                      | 10 155       | 22,43        | 18 781      | 45,50       |
|                          | Dimitri Doussot          | LR (UDC)                 | LR                       | 8 946        | 19,76        |             |             |
|                          | Sandra Girardot          | LFI (NUPES)              | NUP                      | 8 531        | 18,84        |             |             |
|                          | Philippe Ghiles          | REC                      | REC                      | 1 798        | 3,97         |             |             |
|                          | Marion Kemps Houver      | DLF (UPF)                | DSV                      | 897          | 1,98         |             |             |
|                          | Cédric Fischer           | LO                       | DXG                      | 848          | 1,87         |             |             |
|                          | Karine Erard             | PA                       | ECO                      | 659          | 1,46         |             |             |
|                          |                          |                          |                          |              |              |             |             |
| Votes valides            | Votes valides            | Votes valides            | Votes valides            | 45 275       | 97,09        | 41 279      | 90,39       |
| Votes blancs             | Votes blancs             | Votes blancs             | Votes blancs             | 795          | 1,70         | 2 825       | 6,19        |
| Votes nuls               | Votes nuls               | Votes nuls               | Votes nuls               | 564          | 1,21         | 1 562       | 3,42        |
| Total                    | Total                    | Total                    | Total                    | 46 634       | 100          | 45 666      | 100         |
| Abstention               | Abstention               | Abstention               | Abstention               | 41 699       | 47,21        | 42 658      | 48,30       |
| Inscrits / participation | Inscrits / participation | Inscrits / participation | Inscrits / participation | 88 333       | 52,79        | 88 324      | 51,70       |

#### Deuxième circonscription
Député sortant : Christophe Lejeune (La République en marche).
| Candidat                 | Candidat                 | Parti et coalition       | Nuance                   | Premier tour | Premier tour | Second tour | Second tour |
| Candidat                 | Candidat                 | Parti et coalition       | Nuance                   | Voix         | %            | Voix        | %           |
| ------------------------ | ------------------------ | ------------------------ | ------------------------ | ------------ | ------------ | ----------- | ----------- |
|                          | Émeric Salmon            | RN                       | RN                       | 14 574       | 32,98        | 22 244      | 54,38       |
|                          | Christophe Lejeune       | LREM (ENS)               | ENS                      | 11 353       | 25,69        | 18 662      | 45,62       |
|                          | Patrice Guérain          | LFI (NUPES)              | NUP                      | 9 188        | 20,79        |             |             |
|                          | Corinne Coudereau        | UDI (UDC)                | UDI                      | 4 338        | 9,82         |             |             |
|                          | Maurice Monnier          | REC                      | REC                      | 2 053        | 4,65         |             |             |
|                          | Ludovic Buri             | LMR                      | DVD                      | 1 110        | 2,51         |             |             |
|                          | Isabelle Apro            | LO                       | DXG                      | 904          | 2,05         |             |             |
|                          | Sophie Rochon            | PA                       | ECO                      | 666          | 1,51         |             |             |
|                          |                          |                          |                          |              |              |             |             |
| Votes valides            | Votes valides            | Votes valides            | Votes valides            | 44 186       | 96,84        | 40 906      | 90,53       |
| Votes blancs             | Votes blancs             | Votes blancs             | Votes blancs             | 895          | 1,96         | 2 771       | 6,13        |
| Votes nuls               | Votes nuls               | Votes nuls               | Votes nuls               | 549          | 1,20         | 1 509       | 3,34        |
| Total                    | Total                    | Total                    | Total                    | 45 630       | 100          | 45 186      | 100         |
| Abstention               | Abstention               | Abstention               | Abstention               | 44 184       | 49,20        | 44 611      | 49,68       |
| Inscrits / participation | Inscrits / participation | Inscrits / participation | Inscrits / participation | 89 814       | 50,80        | 89 797      | 50,32       |